# François Le Her
François Le Her, né le 10 mai 1938 à Cléder (Finistère), est un coureur cycliste français, professionnel de 1962 à 1965,,.

## Biographie
Il débute en 1955 à l'US Cléder, puis 3 ans plus tard, il signe au VC Morlaisien. En 1961, il court sous le maillot du VC 12e et devient professionnel l’année suivante.

## Palmarès

### Palmarès amateur
- 1957
  - 1re étape du Tour du Morbihan
  - 3e du Tour du Morbihan
- 1958
  - 1re étape du Tour du Morbihan
- 1959
  - 1re étape du Tour du Morbihan
- 1961
  - Paris-La Ferté-Bernard
  - 2e de Paris-Évreux
  - 3e de Paris-Dreux
  - 3e du Grand Prix de l'Équipe et du CV 19e

### Palmarès professionnel
- 1962
  - 1re étape du Tour du Sud-Est
  - 2e du Grand Prix de Cannes

## Résultats sur les grands tours

### Tour de France
1 participation
- 1965 : 88e

### Tour d'Espagne
1 participation
- 1963 : 39e